# Douglas Din
Douglas Nascimento da Silva nascido em Belo Horizonte, mais conhecido pelo seu nome artístico Douglas Din, é um rapper e compositor brasileiro. Sua trajetória faz parte da história do Duelo de MCs, projeto que ocupa o centro de Belo Horizonte desde 2007. Din é considerado um filho da Batalha de Rap que acontece no palco do Viaduto Santa Tereza, onde já venceu dezenas de vezes o encontro que ocorria todas as sexta-feiras. Sua performance nos palcos ganhou um certo reconhecimento no Brasil afora e seu talento lhe garantiu, entre outras conquistas, o vice campeonato da Liga dos MCs, em 2009, do Duelo Sangue B, da MTV, em 2011, e o título de campeão do Duelo de MCs Nacional, em 2012 e 2013.

## Biografia
Douglas Din é morador da Vila Santana do Cafezal, que se encontra no Aglomerado da Serra, e tinha 16 anos quando conheceu o Duelo de MCs, que ainda estava no início. Din tinha um objetivo simples, que era aliviar da atmosfera de violência encontrada na periferia. Ele acredita que a comunidade do Hip Hop auxiliou em ampliar a sua visão do mundo.
Quando tinha 23 anos de idade, Din se dedicava cada vez mais a composição e com a desenvoltura conquistada nos palcos, em competições de freestyle, iniciou uma nova fase de sua caminhada, trazendo na ponta da caneta reflexões sobre a questão político-social brasileira e seus efeitos cotidianos. Douglas Din possui influência de nomes como Racionais MCs, Facção Central, Quinto Andar, entre outros artistas.
Em 2013, Douglas Din se consagrou bicampeão nacional do Duelo de MCs. A final de 2013 foi contra o MC Koell e foi tão disputada que teve três rounds. Douglas levou a melhor pelo voto dos jurados e do público presente.
Em 2014, Din lançou o seu primeiro álbum intitulado Causa Mor. O disco conta com a participação do coletivo Família de Rua, e dos MCs Matéria Prima e Vinicin. Sérgio Giffoni responde pela produção de grande parte das faixas do disco, que também conta com as produções musicais de Coyote Beatz e DJ Cost.
Em 2017, Douglas Din participou do show realizado no palácio das artes em Belo Horizonte para celebrar uma década do Duelo de MCs.

## Prêmios
- Vice-Campeão da Liga dos MCs 2009
- Campeão do Duelo de MCs Nacional 2012
- Campeão do Duelo de MCs Nacional 2013[5]

## Obras

### Discos
- 2014 - Causa Mor

### Videoclipes
- 2014 - Mestre Sem Cerimônia
- 2015 - Preto
- 2018 - Yellow (prod. Enece)